# Маслёнок тридентский
Маслёнок триде́нтский (лат. Suillus tridentinus) — вид грибов, относящийся к роду маслёнок.

## Описание
Плодовые тела шляпко-ножечные, с частным покрывалом.
Шляпка 4—12 см в диаметре, у молодых грибов полушаровидная, затем раскрывается до выпуклой, с клейко-слизистой поверхностью, покрытая прижатыми несколько волокнистыми чешуйками. Окраска шляпки от оранжевой до охристо-коричневой, или же красно-коричневая, чешуйки немного темнее.
Ножка 4—8 см высотой и 1,5—2 см толщиной, цилиндрическая или несколько утолщённая в основании, с желтоватым липким кольцом, над кольцом беловатая или желтоватая, под кольцом желтоватая или оранжевая, с красно-коричневыми прожилками, иногда образующими слабо выраженную сеточку.
Гименофор трубчатый, несколько нисходящий на ножку, жёлто-оранжевый до охристо-коричневого, поры угловатые.
Мякоть лимонно-жёлтая до оранжево-жёлтой, без особого запаха, с несколько кисловатым вкусом.
Споры 9,5—14×4—5 мкм.

## Экология и распространение
Широко распространённый в Евразии вид, ареал которого совпадает с регионами произрастания лиственницы, с которой образует микоризу. Также встречается в лиственничных посадках. Отмечался также под тисом.

## Синонимы
- Boletus tridentinus Bres., 1881basionym
- Boletopsis tridentina (Bres.) Henn., 1900
- Boletus aurantiporus J.Howse, 1885
- Ixocomus tridentinus (Bres.) Singer, 1938